# Родичкин, Иван Дмитриевич
Ива́н Дми́триевич Ро́дичкин (30 июня 1927, Москва — 1999, Киев) — архитектор. Доктор архитектуры (1981), профессор (1982), действительный член Международного комитета памятников и городов «ICOMOS» при ЮНЕСКО (с 1994). Автор рекреационных проектов парков и скульптурно-парковых систем.
Член Докторского совета по архитектуре и Докторского технического совета по градостроительству при Киевском национальном университете строительства и архитектуры (КНУБА).

## Биография
Иван Дмитриевич родился в Москве 30 июня 1927 года.
Кандидатская диссертация ("Архитектурно-планировочное решение и ландшафтная композиция лесопарка", Киев, 1959) выполнена под руководством Л. И. Рубцова и И. А. Косаревского.
С 1966 года работал на кафедре городского строительства Киевского инженерно-строительного института.
Скончался в 2000 году в Киеве.

## Проекты[1]

### Реализованные
- Экспериментальный лесопарк Голосеевский лес.
- Конкурсный проект Днепровского спортивно-паркового комплекса
- Восстановление усадьбы Качановка
- Скульптурно-парковый ансамбль Новый Кучук-Кой в Крыму
- Скульптурно-парковый ансамбль Корсунь-Шевченковского исторического парка.

### Не реализованные
Спортивно-оздоровительный комплекс «Шахтер» и парк на территории фирмы «ЭМБРОЛ — Украина» в Донецке

## Ученики[2]
- Доктора архитектуры, профессора: Г. А. Потаев (Минск), А. А. Мирошниченко (Днепропетровск), К. М. Яковлевас-Матецкис (Вильнюс), А. Ж. Абилов (Алма-Ата), А. Д. Жирнов (Киев);
- аспиранты, ставшие кандидатами наук: А. Р. Горбик, Н. В. Сидорова, О. В. Лесков (Киев), Ю. Я. Сабан (Львов)

## Публикации
Более 250 научных публикаций (включая 12 монографий). Среди них:
- Сады, парки и заповедники Украинской ССР: Заповедная природа. Преобразованный ландшафт. Садово-парковое искусство. — Киев: Будівельник, 1985. — 168 с.: ил. (соавт.: Родичкина О. И., Гринчак И. Л., Сергеев В. С., Фещенко П. И.)
- Проектирование современных загородных парков. — Киев: Будівельник, 1981. — 152 с.: ил.
- Методология градостроительного проектирования рекреационных систем в условиях Украинской ССР: Дис. … д-ра архитектуры: 18.00.04. — Ленинград, 1980. — Т. 1. — 363 с.
- Человек, среда, отдых. — Киев: Будівельник, 1977. — 160 с.: ил.
- Лесопарки Украины. — Киев: Будівельник, 1968. — 124 с.: ил.
- Строительство лесопарков в СССР. — М.: Лесная промышленность, 1972. — 180 с.
- Старовинні маєтки України.